# Officer, Call a Cop (film 1920)
Officer, Call a Cop è un cortometraggio muto del 1920 scritto, diretto e interpretato da Eddie Lyons e Lee Moran.
Fu l'ultimo film dove, tra gli interpreti, compare il nome di Elsie Jane Wilson.

## Produzione
Il film - un cortometraggio a una bobina - fu prodotto dall'Universal Film Manufacturing Company (con il nome Star Comedies)

## Distribuzione
Distribuito dall'Universal Film Manufacturing Company, uscì nelle sale cinematografiche statunitensi il 1º marzo 1920.